# Supercopa de Arabia Saudita
La Supercopa de Arabia Saudí (en árabe: كأس السوبر السعودي) es una competición oficial de fútbol organizada por la Federación de Fútbol de Arabia Saudita, disputada oficialmente desde 2013. Desde 2022, el torneo enfrenta a cuatro equipos: el campeón y subcampeón de la Liga Profesional Saudí y el campeón y subcampeón de la Copa del Rey de la temporada anterior. El ganador es considerado el supercampeón del país.
La competición marca tradicionalmente el inicio de la temporada futbolística en Arabia Saudí y se ha celebrado en diversas sedes, incluyendo ciudades saudíes como Riad, Yeda y La Meca , así como en el extranjero en Londres, Abu Dabi y Hong Kong. Hasta 2021, el torneo se disputaba en formato de partido único entre el campeón de liga y el campeón de copa, pero a partir de 2022 se expandió a un formato de cuatro equipos con semifinales y final.
Los antecedentes del torneo se remontan a 1979, cuando se disputó una eliminatoria entre el Al-Hilal y el Al-Ahli, aunque la primera edición oficial tuvo lugar en 2013 con la victoria del Al-Fateh sobre el Al-Ittihad por 3-2. A lo largo de su historia han participado múltiples clubes saudíes, siendo el Al-Hilal el más laureado con varios títulos.

## Historia

### Orígenes
La idea de crear una Supercopa saudí se remonta a la temporada 1979, cuando se disputó una eliminatoria a doble partido entre el Al-Hilal, campeón de la liga saudí en aquel momento, y el Al-Ahli, campeón de la Copa del Rey. El partido de ida se disputó en el estadio Príncipe Abdullah Al Faisal de la ciudad de Yeda y terminó en empate a dos goles, mientras que el partido de vuelta se disputó en la ciudad de Riad, en el estadio Príncipe Faisal Bin Fahd, y terminó con la victoria del Al-Hilal saudí por cuatro goles a uno. Los ingresos de la taquilla se destinaron a organizaciones benéficas saudíes.
Veinte años después, en la temporada 1999, se disputó el partido inaugural de la Copa del Fundador entre el entonces campeón de la liga saudí, el Al-Hilal, y el entonces campeón de la copa, el Al-Ahli, en el estadio internacional Rey Fahd de la ciudad de Riad, que terminó con la victoria del Al-Hilal por cinco goles a dos.

### Oficialización y primeros años
En la temporada 2012, la Federación Saudí de Fútbol decidió aprobar oficialmente la Copa del Supercampeón Saudí, y se acordó que el partido se disputaría al comienzo de la temporada futbolística de 2012 entre el Al-Shabab, campeón de la liga saudí de esa temporada, y el Al-Ahli, campeón de la Copa del Rey de esa temporada. Sin embargo, la final fue cancelada por la Federación Saudí de Fútbol debido a lo que esta describió como falta de tiempo.
A principios de la temporada 2013 se celebró la primera Supercopa de Arabia Saudí tras su aprobación oficial por parte de la Federación Saudí de Fútbol entre el Al-Fateh, campeón de la liga saudí de esa temporada, y el Al-Ittihad, campeón de la Copa del Rey de esa temporada, en el estadio Rey Abdulaziz de la ciudad de La Meca. El partido terminó con la victoria del Al-Fateh por tres goles a dos, convirtiéndose en el primer campeón oficial del torneo.
En 2014 se disputó entre el campeón de la liga saudí, el Al-Nassr, y el campeón de la Copa del Rey, el Al-Shabab. El partido se celebró en Riad, en el estadio internacional Rey Fahd, el 11 de Shawwal de 1435, y terminó con la victoria del Al-Shabab en la tanda de penaltis.
En agosto de 2015 se disputó entre el campeón de la liga saudí, el Al-Nassr, y el campeón de la Copa del Rey, el Al-Hilal, en el estadio Loftus Road de Londres, como primera edición de la Supercopa que se celebraba fuera del reino, y terminó con la victoria del Al-Hilal sobre su rival, el Al-Nassr, por un gol a cero, coronándose como campeón de la Supercopa saudí de 2015.
En la edición de la Supercopa de 2016, el Al-Ahli, campeón de la liga y de la Copa del Rey, se enfrentó al Al-Hilal, campeón de la Copa del Príncipe, en un partido que se disputó en Londres por segunda vez consecutiva. El Al-Ahli ganó en la tanda de penaltis y se alzó con el título de la nueva temporada, tras haber ganado la liga y la copa en la temporada anterior.
En la edición de 2018, el torneo se celebró en Londres entre el Al-Hilal, campeón de la liga, y el Al-Ittihad, campeón de la Copa del Rey, y el Al-Hilal ganó por dos goles a uno.

### Regreso y nuevo formato
En la edición de 2019, el torneo se celebró en la ciudad deportiva Rey Abdullah, en Yeda, entre el Al-Nassr, campeón de liga, y el Al-Taawoun, campeón de la Copa del Rey, y lo ganó el Al-Nassr en la tanda de penaltis por 5-4, tras empatar 1-1 en el partido.
En la edición de 2020, la final se disputó en el estadio internacional Rey Fahd de Riad entre el Al-Hilal, campeón de la liga y de la Copa del Rey, y el Al-Nassr, subcampeón de la liga, y el Al-Nassr ganó por tres goles a cero.
En la edición de 2021, entre el Al-Hilal, campeón de la liga, y el Al-Faisaly, campeón de la copa, el Al-Faisaly se adelantó con dos goles, pero el Al-Hilal respondió con dos goles de Salem Al-Dossari en la primera parte y Yasser Al-Shahrani en la segunda, y el Al-Hilal ganó en los penaltis por 4-3.
En la edición de 2022, el torneo se celebró con un nuevo formato en el que participaron cuatro equipos: el campeón y el subcampeón de la Copa del Rey y el campeón y el subcampeón de la Copa Mohammed bin Salman, en el estadio internacional Rey Fahd de Riad, y la ganó el Al-Ittihad tras imponerse al Al-Fayha por dos goles a cero, marcados por el jugador marroquí Abderrazak Hamdallah, y se convirtió en el primer club en ganar el torneo con su nuevo sistema.
En la edición de 2023, el torneo se celebró con la participación de cuatro equipos: el campeón y el subcampeón de la Copa del Rey y el campeón y el subcampeón de la Copa Mohammed bin Salman para profesionales, que fueron el Al-Ittihad, el Al-Nassr, el Al-Hilal y el Al-Wehda. El Al-Hilal se coronó campeón de la Supercopa de Arabia Saudí al vencer al Al-Ittihad de Yeda en la final, con un resultado de 4-1, en el partido que se disputó en la capital emiratí, Abu Dabi.
El viernes 12 de julio de 2024, la Federación Saudí anunció la firma de un acuerdo con la Autoridad Saudí de Turismo, representada por «Ruh Al Saud», por el que Ruh Al Saud se convierte en la identidad oficial del turismo saudí, socio anfitrión de la Supercopa de Arabia Saudí 2024, que se celebrará en la ciudad de Abha del 13 al 17 de agosto de 2024. El acuerdo fue una prolongación del gran movimiento deportivo en Arabia Saudí, que refleja el compromiso de elevar el nivel del fútbol saudí.
En 2025, la Supercopa de Arabia Saudí marcó un hito histórico al celebrarse por primera vez en Asia Oriental, específicamente en Hong Kong, contando con la participación de cuatro equipos: Al-Ittihad, Al-Nassr, Al-Hilal y Al-Qadsiah. El evento fue considerado un paso significativo en el fortalecimiento de las relaciones deportivas entre Hong Kong y Arabia Saudí, marcando el inicio de una nueva era de cooperación internacional en el fútbol.
Sin embargo, el torneo no estuvo exento de controversias. Al-Hilal decidió no participar debido a su apretado calendario, que incluía su participación en la Copa Mundial de Clubes en Estados Unidos. El club argumentó que la participación en el torneo habría reducido las vacaciones anuales de sus jugadores a solo 21 días, por debajo del mínimo reglamentario de 28 días establecido por las normativas. Esta decisión generó tensiones con la Federación Saudí de Fútbol, que anunció que tomaría "las medidas necesarias de acuerdo con las normas y reglamentos pertinentes". Como consecuencia de la retirada de Al-Hilal, la Federación Saudí de Fútbol invitó oficialmente al Al-Ahli a participar en el torneo como equipo de reemplazo. El Al-Ahli, que terminó quinto en la temporada de la Liga Profesional Saudí, aceptó la invitación tras "un estudio integral de todos los aspectos" y confirmó su participación en línea con "los objetivos del equipo y el plan de preparación para la nueva temporada".

## Historial de finales
| Temporada | Campeón                   | Resultado          | Subcampeón            | Nota(s)                                |               |
| --------- | ------------------------- | ------------------ | --------------------- | -------------------------------------- | ------------- |
| 2013-14   | (L) Al-Fateh S. C.        | 3 - 2 (pró.)       | (C) Al-Ittihad J. C.  |                                        |               |
| 2014-15   | (C) Al-Shabab Club        | 1 - 1 (4 - 3 pen.) | (L) Al-Nassr F. C.    |                                        |               |
| 2015-16   | (C) Al-Hilal S. F. C.     | 1 - 0              | (L) Al-Nassr F. C.    | Primera edición fuera de Arabia Saudí. |               |
| 2016-17   | (D) Al-Ahli S. F. C.      | 1 - 1 (4 - 3 pen.) | (P) Al-Hilal S. F. C. |                                        |               |
| 2017-18   | No disputada.             | No disputada.      | No disputada.         | No disputada.                          | No disputada. |
| 2018-19   | (D) Al-Hilal S. F. C. (2) | 2 - 1              | (P) Al-Ittihad J. C.  |                                        |               |
| 2019-20   | (L) Al-Nassr F. C.        | 1 - 1 (5 - 4 pen.) | (C) Al-Taawoun F. C.  |                                        |               |
| 2020-21   | (M) Al-Nassr F. C. (2)    | 3 - 0              | (L) Al-Hilal S. F. C. |                                        |               |
| 2021-22   | (L) Al-Hilal S. F. C. (3) | 2 - 2 (4 - 3 pen.) | (C) Al-Faisaly F. C.  |                                        |               |
| 2022-23   | (M) Al-Ittihad J. C.      | 2 - 0              | (C) Al-Fayha F. C.    | Nuevo formato de 4 equipos             |               |
| 2023-24   | (C) Al-Hilal S. F. C. (4) | 4 - 1              | (L) Al-Ittihad J. C.  |                                        |               |
| 2024-25   | (D) Al-Hilal S. F. C. (5) | 4 - 1              | (S) Al-Nassr F. C.    |                                        |               |
| 2025-26   | Por disputarse            | Por disputarse     | Por disputarse        | Por disputarse                         |               |

Leyenda: (L)= Accede como campeón de Liga; (C)= Accede como campeón de Copa; (D)= Accede como campeón del Doblete Liga-Copa, accediendo su rival como (S) Subcampeón de Copa; (M)= Mejor/es clasificado/s de Liga que no disputa/n la final de Copa; (P)= Campeón de Copa del Príncipe

## Palmarés
| Equipo            | Títulos | Subcampeón | Años campeonatos             |
| ----------------- | ------- | ---------- | ---------------------------- |
| Al-Hilal S. F. C. | 5       | 2          | 2015, 2018, 2021, 2023, 2024 |
| Al-Nassr F. C.    | 2       | 3          | 2019, 2020                   |
| Al-Ittihad J. C.  | 1       | 3          | 2022                         |
| Al-Fateh S. C.    | 1       | -          | 2013                         |
| Al-Shabab Club    | 1       | -          | 2014                         |
| Al-Ahli S. F. C.  | 1       | -          | 2016                         |
| Al-Tawooun F. C.  | -       | 1          |                              |
| Al-Faisaly F. C.  | -       | 1          |                              |
| Al-Fayha F. C.    | -       | 1          |                              |